# Suecia en los Juegos Olímpicos de París 1924
Suecia estuvo representada en los Juegos Olímpicos de París 1924 por un total de 159 deportistas que compitieron en 15 deportes.  
El portador de la bandera en la ceremonia de apertura fue el esgrimista Einar Räberg.

## Medallistas
El equipo olímpico sueco obtuvo las siguientes medallas:
| Nombre                                                                                             | Deporte            | Competición                                |
| -------------------------------------------------------------------------------------------------- | ------------------ | ------------------------------------------ |
| Oro                                                                                                |                    |                                            |
| Ernst Linder (Piccolomino)                                                                         | Hípica             | Doma ind.                                  |
| Åke Thelning (Loke) Axel Ståhle (Cecil) Åge Lundström (Anvers) Georg von Braun (Diana)             | Hípica             | Saltos por eqs.                            |
| Carl Westergren                                                                                    | Lucha grecorromana | 82,5 kg M                                  |
| Bo Lindman                                                                                         | Pentatlón moderno  | Individual M                               |
| Plata                                                                                              |                    |                                            |
| Edvin Wide                                                                                         | Atletismo          | 5000 m M                                   |
| Erik Byléhn Nils Engdahl Artur Svensson Gustaf Wejnarth                                            | Atletismo          | 4 × 400 m M                                |
| Gunnar Lindström                                                                                   | Atletismo          | Jabalina M                                 |
| Bertil Sandström (Sabel)                                                                           | Hípica             | Doma ind.                                  |
| Claës König (Bojar) Torsten Sylvan (Anita) Gustaf Hagelin (Varius) Carl Gustaf Lewenhaupt (Canter) | Hípica             | Concurso completo por eqs.                 |
| Rudolf Svensson                                                                                    | Lucha grecorromana | 82,5 kg M                                  |
| Rudolf Svensson                                                                                    | Lucha libre        | 87 kg M                                    |
| Arne Borg                                                                                          | Natación           | 400 m libre M                              |
| Arne Borg                                                                                          | Natación           | 1500 m libre M                             |
| Gustaf Dyrssen                                                                                     | Pentatlón moderno  | Individual M                               |
| John Jansson                                                                                       | Saltos             | Salto de altura simple M                   |
| Vilhelm Carlberg                                                                                   | Tiro               | Pistola rápida de fuego 25 m M             |
| Otto Hultberg Mauritz Johansson Fredric Landelius Alfred Swahn                                     | Tiro               | Ciervo móvil por eqs. (tiro único) 100 m M |
| Bronce                                                                                             |                    |                                            |
| Edvin Wide                                                                                         | Atletismo          | 10 000 m M                                 |
| Sten Pettersson                                                                                    | Atletismo          | 110 m vallas M                             |
| Erik Bohlin Ragnar Malm Gunnar Sköld Erik Bjurberg                                                 | Ciclismo en ruta   | Contrarreloj por eqs. M                    |
| Nils Hellsten                                                                                      | Esgrima            | Espada ind. M                              |
| Equipo                                                                                             | Fútbol             | Torneo M                                   |
| Erik Malmberg                                                                                      | Lucha grecorromana | 62 kg M                                    |
| Arne Borg Thor Henning Gösta Persson Orvar Trolle Georg Werner                                     | Natación           | 4 × 200 m libre M                          |
| Aina Berg Gurli Ewerlund Wivan Pettersson Hjördis Töpel                                            | Natación           | 4 × 100 m libre F                          |
| Bertil Uggla                                                                                       | Pentatlón moderno  | Individual M                               |
| Hjördis Töpel                                                                                      | Saltos             | Plataforma 10 m F                          |
| Alfred Swahn                                                                                       | Tiro               | Ciervo móvil (tiro doble) 100 m M          |
| Axel Ekblom Mauritz Johansson Fredric Landelius Alfred Swahn                                       | Tiro               | Ciervo móvil por eqs. (tiro doble) 100 m M |